# Björn Samuelsson (fotbollsspelare)
Björn Samuelsson, född 24 januari 1974, är en svensk före detta fotbollsspelare (mittfältare). 
Samuelsson gick till säsongen 1997 från Mölnlycke IF till Gais i division II. Han spelade sitt första år i Gais 12 seriematcher när klubben slutade trea i division II Västra Götaland, och sedan 13 seriematcher när Gais 1998 vann division II Västra Götaland och gick upp i ettan. Han var sedan med om att spela upp Gais ännu en division, när klubben säsongen 1999 nådde Allsvenskan genom ett lyckat kvalspel mot Kalmar FF. Samuelsson följde dock inte med klubben upp i Allsvenskan utan avslutade elitkarriären efter säsongen. Han varvade sedan ner i KF Velebit, som med förre gaisaren Lallo Fernandez som tränare år 2001 vann sin division IV-serie och kvalificerade sig för division III.